# Isla Manra
La isla Manra (también conocida como isla Sidney) es una isla del grupo de islas Fénix, pertenecientes a la República de Kiribati. En 1938, fue una de las islas involucradas en el plan de colonización británico denominado Proyecto de Colonización de las Islas Fénix.
Fue descubierta en 1832 por el capitán Emment, quien nombró a la isla con el nombre de isla Sidney. Fue declarada una reserva natural de aves en 1938, y una reserva natural de vida salvaje en 1975. 
Se encuentra deshabitada desde 1963.